# Suzanne Schiffman
Suzanne Schiffman (* 27. September 1929 in Paris; † 6. Juni 2001 ebenda; eigentlich Suzanne Klochendler) war eine französische Drehbuchautorin und Regisseurin.

## Leben
Schiffman wurde 1929 als Suzanne Klochendler in Paris geboren. Nach ihrem Abschluss in Kunstgeschichte an der Sorbonne, wo sie sich mit jungen Filmemachern angefreundet hatte, gelang ihr der Einstieg ins Filmgeschäft als Scriptgirl der Nouvelle-Vague-Regisseure Jean-Luc Godard, Jacques Rivette und François Truffaut.

„Wir lernten uns alle in den ersten Reihen der Kinosäle kennen. Wir unterhielten uns, spazierten stundenlang durch Paris und saßen in Cafés. Es gab auch andere Mädchen, mehr oder weniger verliebt, die manchmal vorbeikamen. Aber ich war das einzige Mädchen, das wie sie in das Kino verliebt war.“

Vor allem mit Truffaut arbeitete sie fortan häufig zusammen, zumeist als Drehbuchautorin, aber auch als Regieassistentin und Casting-Direktorin. Zusammen mit ihm und Jean-Louis Richard erhielt sie 1975 eine Oscar-Nominierung in der Kategorie Bestes Originaldrehbuch für Die amerikanische Nacht. Die Figur des Sciptgirls Joelle, gespielt von Nathalie Baye, wurde von Schiffman autobiografisch angelegt. 1981 gewann sie mit Truffaut den César in der Kategorie Bestes Drehbuch für Die letzte Metro. Das Drehbuch zum Film über ein französisches Theater unter deutscher Besatzung, wurde von Schiffmans eigenen Kriegserfahrungen inspiriert. Während der deutschen Besatzung Frankreichs war ihre jüdische Mutter von französischen Hilfsagenten der Gestapo festgenommen und zunächst in ein Lager in der Nähe von Beaune deportiert worden. Schiffman und ihre Geschwister versteckten sich bei einem Nonnenorden. Ihr Vater lernte derweil eine andere Frau kennen und führte mit dieser eine Beziehung. Die Kinder mochten die neue Frau an der Seite ihres Vaters, hofften aber auf die Rückkehr der Mutter. Diese starb schließlich in einem deutschen Konzentrationslager. In Die letzte Metro gerät, ähnlich wie Schiffman, die von Catherine Deneuve gespielte Protagonistin in einen Gewissenskonflikt, als sie sich in ihren Schauspielkollegen verliebt, während sich ihr jüdischer Mann vor den Nazis im Keller des Theaters verstecken muss. 
Nach Truffauts Tod im Jahr 1984 fiel es Schiffman schwer, mit anderen Regisseuren zusammenzuarbeiten. Sie entschied sich daher, ihre eigenen Filme zu drehen. 1987 lieferte sie mit Der Mönch und die Hexe ihr Regiedebüt. Für das Mittelalterdrama über die Rolle der Kirche im Bezug auf die Unterdrückung der Frau erhielt Schiffman eine Nominierung für den César in der Kategorie Bestes Erstlingswerk. Nebenbei förderte sie auch junge Filmemacher, die sie finanziell und mit ihren beruflichen Kontakten unterstützte.
Mit dem US-amerikanischen Künstler Philippe Schiffman war sie von 1949 bis zu dessen Tod im Jahr 2000 verheiratet. Ihre gemeinsamen Söhne Matthieu und Guillaume sind als Schauspieler bzw. Kameramann ebenfalls im Filmgeschäft tätig. Suzanne Schiffman starb 2001 im Alter von 71 Jahren an Krebs. Sie wurde auf dem Friedhof Père-Lachaise in Paris beigesetzt.

## Filmografie (Auswahl)
Drehbuch:
- 1972: Out 1: Spectre – Regie: Jacques Rivette
- 1973: Die amerikanische Nacht (La Nuit américaine) – Regie: François Truffaut
- 1975: Die Geschichte der Adèle H. (L’Histoire d’Adèle H.) – Regie: François Truffaut
- 1976: Taschengeld (L’Argent de poche) – Regie: François Truffaut
- 1977: Der Mann, der die Frauen liebte (L’Homme qui aimait les femmes) – Regie: François Truffaut
- 1979: Liebe auf der Flucht (L’Amour en fuite) – Regie: François Truffaut
- 1980: Die letzte Metro (Le Dernier Métro) – Regie: François Truffaut
- 1981: Die Frau nebenan (La Femme d’à côté) – Regie: François Truffaut
- 1981: An der Nordbrücke (Le Pont du Nord) – Regie: Jacques Rivette
- 1981: Merry-Go-Round – Regie: Jacques Rivette
- 1983: Auf Liebe und Tod (Vivement dimanche!) – Regie: François Truffaut
- 1984: Theater der Liebe (L’Amour par terre) – Regie: Jacques Rivette
- 1984: Flügel und Fesseln – Regie: Helma Sanders-Brahms
- 1985: Rouge-gorge – Regie: Pierre Zucca
- 1985: Sturmhöhe (Hurlevent) – Regie: Jacques Rivette
- 1987: Der Mönch und die Hexe (Le Moine et la Sorcière) – auch Regie
- 1989: Corps perdus – Verlorene Körper (Corps perdus) – Regie: Eduardo de Gregorio
- 2001: Tangos volés – Regie: Eduardo de Gregorio

## Auszeichnungen
- 1975: Nominierung für den Oscar in der Kategorie Bestes Originaldrehbuch zusammen mit François Truffaut und Jean-Louis Richard für Die amerikanische Nacht
- 1975: New York Film Critics Circle Award in der Kategorie Bestes Drehbuch zusammen mit François Truffaut und Jean Gruault für Die Geschichte der Adèle H.
- 1981: César in der Kategorie Bestes Drehbuch zusammen mit François Truffaut für Die letzte Metro
- 1988: Nominierung für den César in der Kategorie Bestes Erstlingswerk für Der Mönch und die Hexe
- 1995: Nominierung für den Cóndor de Plata in der Kategorie Bestes Originaldrehbuch zusammen mit José Pablo Feinmann, Eduardo de Gregorio, Robert Scheuer und Charles Tesson für Corps perdus – Verlorene Körper